# Rathbun, Iowa
Rathbun là một thành phố thuộc quận Appanoose, tiểu bang Iowa, Hoa Kỳ. Năm 2010, dân số của thành phố này là 89 người.

## Dân số
Dân số qua các năm:
- Năm 2000: 88 người.
- Năm 2010: 89 người.